# Whiskey on a Sunday
Whiskey on a Sunday es un álbum/DVD de la banda Irlandesa-Estadounidense de punk/celta Flogging Molly. El álbum incluye una combinación de canciones acústicas, grabaciones en vivo de un concierto en Wiltern Theater en Los Ángeles, y una canción de estudio llamada "Laura" que se encontraba disponible exclusivamente en el primer álbum de la banda Alive Behind the Green Door, el diseño gráfico del álbum fue diseñado por Shepard Fairey. El documental fue grabado, editado y dirigido por Jim Dziura. La edición asistida fue realizada por Joe "Guisepi" Spadafora. El lanzamiento del DVD sigue calificado en el número #67 de la lista TOP 200 Billboard americana.

## Canciones
1. "Laura" – 4:15
2. "Drunken Lullabies" (acoustica) – 4:55
3. "The Wanderlust" (acoustica) – 3:37
4. "Another Bag of Bricks" (acoustica) – 4:05
5. "Tomorrow Comes a Day Too Soon" (acoustica) – 3:39
6. "The Likes of You Again" (en vivo) – 4:08
7. "Swagger" (en vivo) – 2:14
8. "Black Friday Rule" (en vivo) – 11:57
9. "Within a Mile of Home" (en vivo) – 4:34
10. "What's Left of the Flag" (en vivo) – 4:13

## Características Especial del DVD
El DVD contiene las siguientes características:
- "Badger", una pequeña charla del técnico de Flogging Molly.
- "Dave in the Studio", Dave King cantando "Light of a Fading Star" en el estudio.
- "Gary", una pequeña charla de Gary Schwindt, el representante de la banda y hermano del baterista George Schwindt.
- "Joe and Matt", una pequeña película de Matt Hensley y Joe Sib de SideOneDummy Records divirtiéndose.
- "Outtakes", incluye la petición de Dennis Casey para que alguien le encienda sus pezones en fuego.
- "Return to Molly Malone's", un pedazo del concierto que Flogging Molly realizó en el día de San Patricio en el bar Molly Malone's en Los Ángeles donde la banda tocó por primera vez.
- "Rebels of the Sacred Heart", Video musical con tomas en vivo del concierto en Wiltern Theater.
- "Selfish Man", Video musical con tomas en vivo del concierto en Wiltern Theater.

- Datos: Q731922